# دانشگاه بین‌المللی العلمین
دانشگاه بین‌المللی العلمین (به عربی: جامعة العلمین الدولیة) یک دانشگاه در مصر است که در New Alamein واقع شده‌است.